# Société des Artistes Français
La Société des Artistes Français, in italiano anche nota come Società degli Artisti francesi, è l'associazione dei pittori e degli scultori francesi, fondata nel 1881. La sua mostra annuale è chiamata Salon.

## Storia
Quando è stata fondata, la Société comprendeva tutti gli artisti francesi. Il presidente era un pittore e il suo vice uno scultore. Il compito principale della Société è organizzare il Salon, perché il governo francese ha smesso di farlo.
Nel dicembre del 1890 il presidente Bouguereau suggerì che il Salon avrebbe dovuto essere una mostra di artisti giovani, non ancora conosciuti. Ernest Meissonier, Puvis de Chavannes, Auguste Rodin e altri, rifiutarono la proposta e lasciarono l'organizzazione. Velocemente, crearono la loro mostra (Société Nationale des Beaux-Arts nel 1899) a cui diedero nome anche loro "Salon", ufficialmente Salon de la Société Nationale des Beaux–Arts, abbreviato Salon du Champs de Mars. Il Salon originale veniva chiamato invece Salon de Champs-Élysées o semplicemente Salon des artistes français.
La Société esiste a tutt'oggi e organizza ogni anno il "Salon des Artistes Français". L'attuale presidente è Martine Delaleuf.

## Presidenti dell'associazione dal 1881
- 1881: Antoine-Nicolas Bailly, architetto
- 1891: Léon Bonnat, pittore
- 1896: Édouard Detaille, pittore
- 1900: Jean-Paul Laurens, pittore
- 1901: William Bouguereau, pittore
- 1904: Tony Robert-Fleury, pittore
- 1907: Henri-Paul Nénot, architetto
- 1910: Victor Laloux, architetto
- 1913: Antonin Mercié, scultore
- 1917: François Flameng, pittore
- 1920: Victor Laloux, architetto
- 1922: Jules Coutan, scultore
- 1924: Henri-Paul Nénot, architetto
- 1926: Paul Chabas, pittore
- 1936: Alphonse-Alexandre Defrasse, architetto
- 1939: Albert Tournaire, architetto
- 1941: Henri Bouchard, scultore
- 1945: Albert Tournaire, architetto
- 1947: Jules Formigé, architetto
- 1955: Georges Labro, architetto
- 1959: Jean-Gabriel Goulinat, pittore
- 1965: Georges Cheyssial, pittore
- 1977: Georges Muguet, scultore
- 1979: Paul Ambille, pittore
- 1981: Arnaud d'Hauterives, pittore
- 1991: Jean-Marie Zacchi, pittore
- 1994: Jean Campistron, pittore
- 1997: Françoise Zig-Tribouilloy, incisore
- 2000: Christian Billet, pittore
- 2010: Viviane Guybet, scultore
- 2013: Martine Delaleuf, architetto